# بيلي ماكيني (كرة سلة)
بيلي ماكيني (بالإنجليزية: Billy McKinney)‏ مواليد 5 يونيو 1955 في وكغن، هو لاعب كرة سلة أمريكي سابق. بدأ مسيرته الاحترافية في سنة 1978. تم اختياره من قبل فريق فينيكس صنز خلال الدرافت. يبلغ طوله 6 قدم 0 بوصة (1.8 م). اعتزل اللعب في 1985. أحرز خلال مسيرته في الإن بي إيه 3823 نقطة بمعدل 8.0 نقاط في المباراة الواحدة.

## المسيرة الاحترافية
لعب مع سكرامنتو كينغز من سنة 1978 إلى 1980، ثم لعب مع يوتا جاز في سنة 1980، ثم لعب مع دنفر ناغتس في سنة 1983، ثم لعب مع لوس أنجلوس كليبرز في موسم 1983–1984، ثم لعب مع شيكاغو بولز في سنة 1985.

## روابط خارجية
- بيلي ماكيني على موقع إن بي أي (الإنجليزية)
- بيلي ماكيني على موقع سبورتس رفرنس (الإنجليزية)
- بيلي ماكيني على موقع كلية كرة السلة في سبورتس رفرنس.كوم (الإنجليزية)
- بيلي ماكيني على موقع ريلجم (الإنجليزية)
- بيلي ماكيني على موقع بروبوليرز (الإنجليزية)
- بيلي ماكيني على موقع سبورتس رفرنس (الإنجليزية)